# Liste der Einträge im National Register of Historic Places im Eau Claire County

Lage des Eau Claire County in Wisconsin

Die Liste der Einträge im National Register of Historic Places im Eau Claire County in Wisconsin führt alle Bauwerke und historischen Stätten im Eau Claire County auf, die in das National Register of Historic Places aufgenommen wurden.

## Legende
| NRHP | Historic Place    |
| HD   | Historic District |

## Aktuelle Einträge
| [ 2 ] | Name                                                       | Bild                                                       | Eintragsdatum        | Lage | Ort                  | Beschreibung |
| ----- | ---------------------------------------------------------- | ---------------------------------------------------------- | -------------------- | --- | -------------------- | --- |
| 1     | Brady Anderson and Waldemar Ager House                     | Brady Anderson and Waldemar Ager House                     | 2000 ID-Nr. 00000190 | 514 West Madison Street 44° 48′ 57″ N, 91° 30′ 50″ W                                                                     | Eau Claire           | Von 1892 bis 1894 im viktorianischen Stil errichtetes Wohnhaus des Tischlers Brady Anderson; seit 1903 in Besitz des norwegisch-amerikanischen Schriftstellers Waldemar Ager |
| 2     | James Barber House                                         | James Barber House                                         | 1983 ID-Nr. 83003374 | 132 Marston Avenue 44° 48′ 15″ N, 91° 29′ 45″ W                                                                          | Eau Claire           | 1904 im Stil des Tudor Revival errichtetes Wohnhaus des Holzbarons James Barber                                                                                              |
| 3     | Barnes Block                                               | Barnes Block                                               | 1982 ID-Nr. 82000665 | 15-21 South Barstow Street 44° 48′ 46″ N, 91° 30′ 4″ W                                                                   | Eau Claire           | 1893 im neuromischen Stil errichtetes Gebäude; auch als Cameron-Drummond-Slagsvold Building bekannt                                                                          |
| 4     | Martin Van Buren Barron House                              | Martin Van Buren Barron House                              | 1983 ID-Nr. 83003375 | 221 Washington Street 44° 48′ 15″ N, 91° 29′ 33″ W                                                                       | Eau Claire           | 1871 im Stil der Carpenter Gothic errichtetes Wohnhaus |
| 5     | Einar and Alice Borton House                               | Einar and Alice Borton House                               | 2013 ID-Nr. 13000541 | 1819 Lyndale Avenue 44° 48′ 22,9″ N, 91° 28′ 30,7″ W                                                                     | Eau Claire           | 1949 errichtetes Wohnhaus |
| 6     | Sarge Boyd Bandshell                                       | Sarge Boyd Bandshell                                       | 2003 ID-Nr. 03000896 | 1st Avenue, im Owen Park 44° 48′ 19″ N, 91° 29′ 58″ W                                                                    | Eau Claire           | 1938 im Zuge des New Deal von der Works Progress Administration errichtete Konzertmuschel                                                                                    |
| 7     | Orlando Brice House                                        | Orlando Brice House                                        | 1983 ID-Nr. 83003376 | 120 Marston Avenue 44° 48′ 14″ N, 91° 29′ 47″ W                                                                          | Eau Claire           | 1918 im Stil des Georgian Revival errichtetes Wohnhaus |
| 8     | California Wine and Liquor Store                           | California Wine and Liquor Store                           | 1982 ID-Nr. 82000666 | 201 Farmers Street 44° 36′ 3″ N, 90° 57′ 55″ W                                                                           | Fairchild            | 1896 aus Ziegeln errichtetes Geschäftsgebäude |
| 9     | Carson Park Baseball Stadium                               | Carson Park Baseball Stadium                               | 2003 ID-Nr. 03000698 | Carson Park Drive, im Carson Park 44° 48′ 26″ N, 91° 31′ 14″ W                                                           | Eau Claire           | 1936 im Zuge des New Deal von der Works Progress Administration aus Sandstein errichtetes Baseballstadion                                                                    |
| 10    | Clarence Chamberlin House                                  | Clarence Chamberlin House                                  | 2000 ID-Nr. 99001726 | 322 West Grand Avenue 44° 48′ 31″ N, 91° 30′ 22″ W                                                                       | Eau Claire           | 1881 im Stil des Second Empire errichtetes Wohnhaus des Geschäftsmannes Clarence Chamberlin                                                                                  |
| 11    | Pearl and Eva Chambers House                               | Pearl and Eva Chambers House                               | 2012 ID-Nr. 11001027 | 1615 State Street 44° 47′ 54,4″ N, 91° 29′ 41″ W                                                                         | Eau Claire           | 1928 im Colonial Revival-Stil errichtetes Wohnhaus |
| 12    | Chicago, St. Paul, Minneapolis & Omaha Railroad Depot      | Chicago, St. Paul, Minneapolis & Omaha Railroad Depot      | 1985 ID-Nr. 85003383 | 324 Putnam Avenue 44° 49′ 0″ N, 91° 29′ 47″ W                                                                            | Eau Claire           | 1893 errichtetes Bahnhofsgebäude |
| 13    | Christ Church Cathedral and Parish House                   | Christ Church Cathedral and Parish House                   | 1983 ID-Nr. 83003377 | 510 South Farwell Street 44° 48′ 33″ N, 91° 29′ 48″ W                                                                    | Eau Claire           | 1910 im Stil des Tudor Revival errichtetes Pfarramt und 1916 im neugotischen Stil gebaute Kirche                                                                             |
| 14    | City Hall                                                  | City Hall                                                  | 1983 ID-Nr. 83003378 | 203 South Farwell Street 44° 48′ 44″ N, 91° 29′ 54″ W                                                                    | Eau Claire           | 1916 im Beaux-Arts-Stil errichtetes Rathaus |
| 15    | Cobblestone House                                          | Cobblestone House                                          | 1974 ID-Nr. 74000084 | 1011 State Street 44° 48′ 18″ N, 91° 29′ 38″ W                                                                           | Eau Claire           | 1866 errichtetes neugotisches Wohnhaus des Steinmetzen Bradley Marcy |
| 16    | Community House, First Congregational Church               | Community House, First Congregational Church               | 1974 ID-Nr. 74000085 | 310 Broadway 44° 48′ 19″ N, 91° 30′ 22″ W                                                                                | Eau Claire           | 1915 im Stil der Prairie Houses errichtete Kirche |
| 17    | Confluence Commercial Historic District                    | Confluence Commercial Historic District                    | 2007 ID-Nr. 07001047 | 2-28 S Barstow; 206-316 Eau Claire & 8 S Farwell Sts. 44° 48′ 46″ N, 91° 30′ 3,5″ W                                      | Eau Claire           | An der Mündung des Eau Claire River in den Chippewa River gelegenes Stadtzentrum                                                                                             |
| 18    | Dells Mill                                                 | Dells Mill                                                 | 1974 ID-Nr. 74000086 | WIS 27, rund 5 km nordnordwestlich von Augusta 44° 43′ 32″ N, 91° 8′ 54″ W                                               | Town of Bridge Creek | 1864 errichtete Getreidemühle |
| 19    | Drummond Business Block                                    | Drummond Business Block                                    | 2007 ID-Nr. 07001084 | 409-417 Galloway Street 44° 48′ 54″ N, 91° 30′ 5″ W                                                                      | Eau Claire           | Von 1879 bis 1884 errichtete Gewerbegebäude |
| 20    | David Drummond House                                       | David Drummond House                                       | 1974 ID-Nr. 74000087 | 1310 State Street 44° 48′ 5″ N, 91° 29′ 44″ W                                                                            | Eau Claire           | 1888 im Queen Anne-Stil aus Ziegeln errichtetes Wohnhaus des Fleischfabrikanten David Drummond                                                                               |
| 21    | Eau Claire High School                                     | Eau Claire High School                                     | 1983 ID-Nr. 83003379 | 314 Doty Street 44° 48′ 43″ N, 91° 29′ 47″ W                                                                             | Eau Claire           | 1925 im Collegiate Gothic-Stil errichtetes Schulgebäude; seit 1982 als Verwaltungsgebäude des Schuldistrikts genutzt                                                         |
| 22    | Eau Claire Masonic Temple                                  | Eau Claire Masonic Temple                                  | 2007 ID-Nr. 07001197 | 317-319 South Barstow Street und 306 Main Street 44° 48′ 37″ N, 91° 29′ 54″ W                                            | Eau Claire           | 1899 errichteter Freimaurertempel |
| 23    | Eau Claire Park Company Addition Historic District         | Eau Claire Park Company Addition Historic District         | 2004 ID-Nr. 04000950 | Roosevelt Avenue, McKinley Avenue und Garfield Avenue zwischen Park Avenue und State Street 44° 47′ 51″ N, 91° 29′ 47″ W | Eau Claire           | 38 zwischen 1907 und 1952 errichtete Gebäude in verschiedenen Baustilen |
| 24    | Eau Claire Public Library                                  | Eau Claire Public Library                                  | 1983 ID-Nr. 83003380 | 217 South Farwell Street 44° 48′ 43″ N, 91° 29′ 53″ W                                                                    | Eau Claire           | 1903 im neoklassizistischen Stil errichtete Carnegie-Bibliothek |
| 25    | Christine Eichert House                                    | Christine Eichert House                                    | 1983 ID-Nr. 83003381 | 527 North Barstow Street 44° 49′ 9″ N, 91° 31′ 37″ W                                                                     | Eau Claire           | Von 1897 bis 1898 im Queen Anne-Stil errichtetes Wohnhaus |
| 26    | Emery Street Bungalow District                             | Emery Street Bungalow District                             | 1983 ID-Nr. 83003382 | Emery Street zwischen Chauncey Street und Agnes Street 44° 48′ 39″ N, 91° 28′ 47″ W                                      | Eau Claire           | Viertel von 1915 bis 1930 im Bungalow-Stil errichteten Wohnhäusern |
| 27    | First Methodist Episcopal Church                           | First Methodist Episcopal Church                           | 1999 ID-Nr. 99000241 | 421 South Farwell Street 44° 48′ 37″ N, 91° 29′ 48″ W                                                                    | Eau Claire           | 1911 im neugotischen Stil errichtete Kirche |
| 28    | Gilbert Gikling House                                      | Gilbert Gikling House                                      | 2001 ID-Nr. 00001668 | 421 Talmadge Street 44° 48′ 43″ N, 91° 29′ 31″ W                                                                         | Eau Claire           | 1895 im Queen Anne-Stil errichtetes Wohnhaus |
| 29    | James Stephen Hoover and Elizabeth Borland Memorial Chapel | James Stephen Hoover and Elizabeth Borland Memorial Chapel | 2000 ID-Nr. 99001662 | Lakeview Cemetery, Buffington Drive 44° 48′ 44″ N, 91° 31′ 28″ W                                                         | Eau Claire           | 1936 im neugotischen Stil errichtete Kapelle |
| 30    | John Johnson Saloon                                        |                                                            | 1983 ID-Nr. 83003383 | 216 Fifth Avenue 44° 48′ 10″ N, 91° 30′ 35″ W                                                                            | Eau Claire           | 1882 errichteter Saloon |
| 31    | Kaiser Lumber Company Office                               | Kaiser Lumber Company Office                               | 1983 ID-Nr. 83003384 | 1004 Menomonie Street 44° 48′ 5″ N, 91° 31′ 12″ W                                                                        | Eau Claire           | 1905 aus Ziegeln im Stil der Traditionellen Architektur errichtetes Bürogebäude                                                                                              |
| 32    | A. L. Kenyon House                                         | A. L. Kenyon House                                         | 1983 ID-Nr. 83003385 | 333 Garfield Avenue 44° 47′ 54″ N, 91° 29′ 34″ W                                                                         | Eau Claire           | 1915 errichteter Bungalow |
| 33    | Kline's Department Store                                   | Kline's Department Store                                   | 1984 ID-Nr. 84003669 | 6-10 South Barstow Street 44° 48′ 46″ N, 91° 30′ 2″ W                                                                    | Eau Claire           | 1926 errichtetes Kaufhaus |
| 34    | Levi Merrill House                                         | Levi Merrill House                                         | 1985 ID-Nr. 85001358 | 120 Ferry Street 44° 47′ 54″ N, 91° 32′ 5″ W                                                                             | Eau Claire           | 1873 in einem Stilmix aus Neugotik und Neoklassizismus errichtetes Wohnhaus                                                                                                  |
| 35    | Oatman Filling Station                                     | Oatman Filling Station                                     | 2001 ID-Nr. 00001669 | 102 Ferry Street 44° 47′ 56″ N, 91° 32′ 5″ W                                                                             | Eau Claire           | 1931 errichtete Tankstelle |
| 36    | Ottawa House                                               | Ottawa House                                               | 1983 ID-Nr. 83003386 | 602 Water Street 44° 48′ 8″ N, 91° 30′ 42″ W                                                                             | Eau Claire           | 1882 für aus Kanada stammende Holzarbeiter errichtete Unterkunft |
| 37    | John S. Owen House                                         | John S. Owen House                                         | 1983 ID-Nr. 83003387 | 907 Porter Avenue 44° 48′ 20″ N, 91° 29′ 46″ W                                                                           | Eau Claire           | 1923 errichtetes Wohnhaus |
| 38    | Pioneer Block                                              | Pioneer Block                                              | 1980 ID-Nr. 80000134 | 401-409 Water Street 44° 48′ 7″ N, 91° 30′ 28″ W                                                                         | Eau Claire           | 1882 mit Geschäftshäusern aus Backsteinen bebauter Block |
| 39    | Jane E. Putnam Memorial Chapel                             | Jane E. Putnam Memorial Chapel                             | 2000 ID-Nr. 99001663 | Forest Hill Cemetery, Emery Street 44° 48′ 31″ N, 91° 29′ 17″ W                                                          | Eau Claire           | 1908 im neugotischen Stil errichtete Kapelle |
| 40    | Randall Park Historic District                             | Randall Park Historic District                             | 1983 ID-Nr. 83003390 | Abgegrenzt durch Lake Street, Niagara Street, 3rd Avenue und 5th Avenue 44° 48′ 18″ N, 91° 30′ 23″ W                     | Eau Claire           | Historisches Wohnviertel nahe den Mühlen am Half Moon Lake |
| 41    | Adin Randall House                                         | Adin Randall House                                         | 1983 ID-Nr. 83003389 | 526 Menomonie Street 44° 48′ 5″ N, 91° 30′ 38″ W                                                                         | Eau Claire           | 1862 errichtetes Wohnhaus |
| 42    | Roosevelt Avenue Historic District                         | Roosevelt Avenue Historic District                         | 2009 ID-Nr. 09000219 | 415, 419, 429, 443, 449 und 455 Roosevelt Avenue 44° 47′ 47,6″ N, 91° 29′ 31,2″ W                                        | Eau Claire           | Gruppe von mehreren zwischen 1929 und 1941 errichteten Häusern entlang des Little Niagara Creek                                                                              |
| 43    | Sacred Heart Church                                        | Sacred Heart Church                                        | 1983 ID-Nr. 83003391 | 418 North Dewey Street 44° 49′ 5″ N, 91° 29′ 59″ W                                                                       | Eau Claire           | 1928 im neuromanischen Stil errichtete katholische Kirche |
| 44    | Saint Edward's Chapel                                      | Saint Edward's Chapel                                      | 2000 ID-Nr. 99001661 | 1129 Bellevue Avenue 44° 49′ 1″ N, 91° 29′ 29″ W                                                                         | Eau Claire           | Von 1889 bis 1896 errichtete Kirche; von 1923 bis 1926 zu einem Wohnhaus umgebaut                                                                                            |
| 45    | Salsbury Row House                                         | Salsbury Row House                                         | 2009 ID-Nr. 09000220 | 302-310 West Grand Avenue 44° 48′ 31,3″ N, 91° 30′ 18,9″ W                                                               | Eau Claire           | 1891 im viktorianischen Stil errichtetes Reihenhaus |
| 46    | Schofield Hall                                             | Schofield Hall                                             | 1983 ID-Nr. 83003393 | 105 Garfield Avenue 44° 47′ 55″ N, 91° 30′ 0″ W                                                                          | Eau Claire           | 1916 errichtete Schule; heute Verwaltungsgebäude der Universität |
| 47    | William and Tilla Schwahn House                            | William and Tilla Schwahn House                            | 2001 ID-Nr. 00001670 | 447 McKinley Avenue 44° 47′ 49″ N, 91° 29′ 28″ W                                                                         | Eau Claire           | 1928 im georgianischen Stil errichtetes Wohnhaus |
| 48    | Second Ward School                                         | Second Ward School                                         | 2000 ID-Nr. 99001664 | 1105 Main Street 44° 48′ 43″ N, 91° 29′ 10″ W                                                                            | Eau Claire           | 1916 errichtetes Schulgebäude; heute Apartments |
| 49    | Soo Line Locomotive 2719                                   | Soo Line Locomotive 2719                                   | 1994 ID-Nr. 93001453 | Carson Park 44° 48′ 25″ N, 91° 31′ 14″ W                                                                                 | Eau Claire           | |
| 50    | St. Joseph's Chapel                                        | St. Joseph's Chapel                                        | 1988 ID-Nr. 87002436 | Sacred Heart Cemetery, Omaha Street 44° 49′ 27″ N, 91° 28′ 50″ W                                                         | Eau Claire           | 1896 im neugotischen Stil errichtete Kapelle |
| 51    | St. Patrick's Church                                       | St. Patrick's Church                                       | 1983 ID-Nr. 83003392 | 322 Fulton Street 44° 48′ 41″ N, 91° 30′ 30″ W                                                                           | Eau Claire           | 1885 im neugotischen Stil errichtete katholische Kirche |
| 52    | Steven House                                               | Steven House                                               | 1982 ID-Nr. 82000667 | 606 2nd Avenue 44° 48′ 22″ N, 91° 30′ 13″ W                                                                              | Eau Claire           | 1909 im Stil der Prairie Houses errichtetes Wohnhaus |
| 53    | Temple of Free Masonry                                     | Temple of Free Masonry                                     | 1988 ID-Nr. 87002450 | 616 Graham Avenue 44° 48′ 27″ N, 91° 29′ 53″ W                                                                           | Eau Claire           | 1927 errichteter Freimaurertempel |
| 54    | Third Ward Historic District                               | Third Ward Historic District                               | 1983 ID-Nr. 83003394 | Abgegrenzt durch Chippewa River, Park Place, Gilbert Avenue und Farwell Street 44° 48′ 2″ N, 91° 29′ 38″ W               | Eau Claire           | |
| 55    | Union Auto Company                                         | Union Auto Company                                         | 2007 ID-Nr. 07001085 | 505 South Barstow Street 44° 48′ 34″ N, 91° 29′ 51″ W                                                                    | Eau Claire           | 1917 errichtetes Autohaus |
| 56    | Union National Bank                                        | Union National Bank                                        | 1983 ID-Nr. 83003395 | 131 South Barstow Street 44° 48′ 43″ N, 91° 30′ 0″ W                                                                     | Eau Claire           | 1930 im Stil des Art déco errichtetes Bankgebäude |
| 57    | US Post Office and Courthouse                              | US Post Office and Courthouse                              | 1991 ID-Nr. 91000899 | 500 South Barstow Commons 44° 48′ 32″ N, 91° 29′ 54″ W                                                                   | Eau Claire           | 1907 im neoklassizistischen Stil errichtetes Gebäude für Bundesbehörden |
| 58    | Walter-Heins House                                         | Walter-Heins House                                         | 1982 ID-Nr. 82000668 | 605 North Barstow Street 44° 49′ 8″ N, 91° 30′ 8″ W                                                                      | Eau Claire           | 1897 im Queen Anne-Street errichtetes Wohnhaus des Brauereibesitzers John Walter                                                                                             |
| 59    | Water Street Historic District                             | Water Street Historic District                             | 2007 ID-Nr. 07001086 | 402-436 und 401-421 Water Street 44° 48′ 7″ N, 91° 30′ 28″ W                                                             | Eau Claire           | Seit den 1850er Jahren bestehendes Viertel an der Schiffsanlegestelle; heute als Other Downtown bezeichnet                                                                   |
| 60    | Dr. Nels Werner House                                      | Dr. Nels Werner House                                      | 2001 ID-Nr. 00001671 | 443 Roosevelt Avenue 44° 47′ 48″ N, 91° 29′ 27″ W                                                                        | Eau Claire           | 1929 im Stil des Georgian Revival errichtetes Wohnhaus |
| 61    | Roy Wilcox House                                           | Roy Wilcox House                                           | 1983 ID-Nr. 83003396 | 104 Wilcox Street 44° 48′ 16″ N, 91° 29′ 49″ W                                                                           | Eau Claire           | 1915 errichtetes Wohnhaus des Juristen Roy P. Wilcox |
| 62    | George F. Winslow House                                    | George F. Winslow House                                    | 1978 ID-Nr. 78000094 | 210 Oakwood Place 44° 48′ 7″ N, 91° 29′ 45″ W                                                                            | Eau Claire           | 1889 im Queen Anne-Stil errichtetes Wohnhaus |

## Frühere Einträge
| [ 2 ] | Name                          | Bild                          | Eintragsdatum        | Lage                                                                 | Ort        | Beschreibung                                                                                          |
| ----- | ----------------------------- | ----------------------------- | -------------------- | -------------------------------------------------------------------- | ---------- | --- |
| 1     | Phoenix Manufacturing Company | Phoenix Manufacturing Company | 1983 ID-Nr. 83003388 | Forest Street Ecke Wisconsin Street 44° 48′ 56,8″ N, 91° 30′ 13,9″ W | Eau Claire | Frühere Fabrik, die 1985 aus dem Register gestrichen wurde; das Gelände gehört heute zum Phoenix Park |